# Арбенин, Дмитрий Фёдорович
Дмитрий Федорович Арбенин (также Винокуров-Арбенин; 1 (13) ноября 1876, Киев, Российская империя — 11 февраля 1955, Хельсинки, Финляндия) — русский певец, драматический артист, оперный режиссёр-постановщик. Работал в Латвийской национальной опере с 1918 по 1922 год. Осуществил первые оперные постановки в Латвии в 1918—1919 годы, привлёк известных исполнителей к артистической деятельности в латвийском оперном театре. Преподавал в Латвийской консерватории.

## Учёба, работа в Российской империи
Окончил гимназию и музыкальную школу при Киевском отделении Императорского русского музыкального общества. Его педагогом по вокалу был итальянский певец Джулио Давид, который провёл с мальчиком первый цикл занятий. В дальнейшем обучался у австрийского педагога профессора Хуго фон Матис. Также юноша поступил в обучение к одному из самых ярких педагогов вокального искусства бельгийскому певцу Камилло Эверарди, который воспитал несколько поколений русских оперных исполнителей. На начальном этапе своей сценической деятельности Дмитрий Арбенин работал на подмостках многих российских провинциальных театров; он выступал в роли постановщика, также давал сольные концерты и давал частные уроки вокального мастерства. С течением времени Дмитрий Арбенин стал более тяготеть к режиссёрской деятельностью, которую в конце концов избрал делом своей жизни. Провинциальные театры повлияли на рост узнаваемости Арбенина в профессиональных сценических кругах, и в итоге молодой исполнитель и педагог получил приглашение работать в Большой Опере Народного Дома в Санкт-Петербурге в 1911 году. До 1915 года он занимался режиссёрской деятельностью в этом театре, а затем стал старшим режиссёром — эту должность Арбенин занимал до 1917 года. Помимо работы в театре Народного дома он руководил театральной секцией на курсах Музыкально-исторического общества графа Александра Дмитриевича Шереметева.

## Работа в Латвии. Первые постановки Латвийской национальной оперы
Дмитрий Арбенин во время своей постановочной деятельности в Санкт-Петербурге был хорошо знаком с Язепом Витолсом, учеником Н. А. Римского-Корсакова, выпускником Санкт-Петербургской Консерватории и впоследствии её многолетним преподавателем. В ходе революционных событий в Петрограде Арбенин принял приглашение Я. Витолса приехать в Латвию в конце 1918 года, где планировалось организовать Национальную Оперу несмотря на события гражданской войны. Дмитрий Арбенин ехал в Латвию в поезде, в котором возвращались в Ригу около 300 деятелей прибалтийской творческой интеллигенции среди которых числилось около 120 артистов, например, сам Язеп Витолс, оперный певец (бас) Янис Ниедра, певица Ольга Плявниеце, выдающийся дирижёр Теодор Рейтер и другие. При прибытии в Ригу, которая на тот момент находилась во власти немецкой оккупационной администрации (координатор — представитель немецкого военного командования в Прибалтике Август Винниг), Арбенин принялся за подготовку в первому оперному спектаклю, который должен был пройти в здании одного из городских театров. Сложнее всего было заручиться согласием немецких городских властей на начало оперной деятельности, однако в итоге назначенный оккупационной властью рижский градоначальник Пауль Гопф дал разрешение на постановку. 15 октября 1918 года в помещениях Второго городского (русского) театра состоялась постановка оперы Рихарда Вагнера «Летучий голландец» (оркестром руководил Теодор Рейтер). Эта же постановка Д. Ф. Арбенина состоялась в здании этого же русского театра Риги 19 ноября 1918 года в процессе работы Народного совета, который накануне 18 ноября провозгласил декларацию о независимости Латвии. Позже в Риге была провозглашена советская власть, и полноценный оперный театр (в здании бывшего Немецкого театра) был основан 23 января 1919 года в период Латвийской Социалистической Советской республики в качестве Рабочего театра оперы и балета и продолжил существовать после падения советской власти в Латвии в конце мая 1919 года. Арбенин во второй половине 1919 года поставил на сцене оперного театра «Пиковую даму», «Риголетто» и «Тангейзер», которые произвели фурор.

## Дальнейшие постановки в Латвии
По воспоминаниям современников, Д. Ф. Арбенину долгое время сложно было найти общий язык с дирижёром Теодором Рейтером, с которым у него были постоянные трения. Несмотря на разногласия с Рейтером Арбенин смог успешно проработать на посту главного режиссёра Латвийской национальной оперы несколько лет, до 1922 года. В 1922 году Д. Ф. Арбенина на этой должности сменил петербургский постановщик Пётр Иванович Мельников, сын оперного исполнителя Ивана Александровича Мельникова. Впрочем, отношения руководства оперы с Арбениным вовсе не были прерваны. Директор Янис Залитис периодически приглашал Дмитрия Арбенина к осуществлению ряда постановок. В частности, в 1927 году большой успех имела постановка Арбенина «Бал-маскарад» (Джузеппе Верди), которая получила много высоких отзывов со стороны театральных рецензентов. В 1929 году Арбениным в Риге был поставлен оперный спектакль «Цыганский барон», который был горячо воспринят публикой.

## Работа в Каунасе
С 1925 года Д. Ф. Арбенин часто работает в Каунасском театре, где он осуществил постановки опер «Тоска», «Евгений Онегин», «Кармен», «Риголетто», «Сельская честь».

## Педагогическая деятельность
В этом же 1925 году Дмитрий Арбенин принял приглашение руководителя частного музыкального училища Петра Петровича Посникова и возглавил сценический отдел оперного класса в его учебном заведении, где пользовался большой популярностью в качестве педагога. Арбенин также преподавал и в других музыкальных учебных заведениях, например, в школе Зелтманиса, а с 1926 года открыл собственную оперную студию, где воспитал несколько успешных в будущем оперных исполнителей. В 1926 году Арбенин снова принял приглашение покровительствовавшего ему Язепа Витолса стать педагогом Латвийской консерватории, где он возглавил оперный класс. Во время своей работы в консерватории он строил свою педагогическую стратегию на основе петербургской методологии, ставя во время занятий фрагменты классических опер, что привлекало студентов.
После государственного переворота Карлиса Ульманиса 15 мая 1934 года Дмитрий Арбенин вынужден был покинуть Латвийскую консерваторию, поскольку латвийские чиновники вменяли ему в вину незнание латышского языка.
Скончался 11 февраля 1955 года и похоронен на православном кладбище в Хельсинки в районе Лапинлахти.

## Лекции и публикации
Автор ряда публичных лекций на тему особенностей оперного искусства, например, «О вокальном искусстве», "Сущность оперной игры как логическое следствие стиля «раппрезентативо».
Литературные работы Дмитрия Фёдоровича Арбенина:
- «История актерства»;
- «Театральная импровизация в исторической перспективе»;
- «Оперная игра»;
- «Постановка голоса : Теорія и анализ вокальныx принципов великой Болонской школы пенія». Рига : M. Дидковскій, 1934.